# GENERATION/FIREWORKS type D.I
「GENERATION/FIREWORKS type D.I」（ジェネレーション/ファイヤーワークス タイプ ディーアイ）は、4人組ヒップホップグループDOBERMAN INCの1枚目のシングル。2009年9月16日にRhythm REPUBLICから発売された。

## 概要
- DOBERMAN INC初のシングルである。
- EXILEの楽曲「FIREWORKS」のDOBERMAN INCヴァージョンである「FIREWORKS type D.I」を収録。

## 収録曲
CD
1. FIREWORKS type D.I
作詞：michiko, P-CHO, GS, KUBO-C, TOMOGEN、作曲：T.Kura, michiko、編曲：T.Kura
EXILEの楽曲「FIREWORKS」のドーベルヴァージョン。
2. GENERATION
作詞：P-CHO, GS, KUBO-C, TOMOGEN、作曲・編曲：RYU-JA
日本テレビ系バラエティ番組『EXILE GENERATION』エンディング・テーマ
この楽曲の歌詞の一部がEXILEのシングル「FANTASY」収録の楽曲「MONSTER」にVoxとして使われている。
3. SECRET BASE
作詞：P-CHO, GS, KUBO-C, TOMOGEN、作曲・編曲：BACH LOGIC

DVD
1. GENERATION (Music Video)